# لشکر ۲۹ پیاده (ایالات متحده آمریکا)
لشکر ۲۹ پیاده (انگلیسی: 29th Infantry Division) لشکر پیاده‌نظام نیروی زمینی ایالات متحده آمریکا است، که در سال ۱۹۱۷ تأسیس شد. ستاد فرماندهی و پادگان لشکر ۲۹ در شهر فورت بلوار، ویرجینیا قرار دارد.
لشکر ۲۹ پیاده همچنین با نام «لشکر آبی و خاکستری» شناخته می‌شود، که در حال حاضر بخشی از گارد ملی ارتش است و شامل واحدهایی از ویرجینیا، مریلند، کنتاکی، کارولینای شمالی، کارولینای جنوبی و ویرجینیای غربی می‌شود.
این لشکر که در سال ۱۹۱۷ تشکیل شد، در طول جنگ جهانی اول به عنوان بخشی از نیروی اعزامی آمریکا به فرانسه اعزام شد. در طول جنگ جهانی دوم دوباره به خدمت فراخوانده شد. هنگ ۱۱۶ این لشکر، که به لشکر اول پیاده متصل بود، اولین موج نیروها در ساحل در طول عملیات اورلرد، فرود در نرماندی، فرانسه، بود. این هنگ از یک واحد ویژه تکاور که وظیفه پاکسازی نقاط قوت در ساحل اوماها را برعهده داشت، پشتیبانی می‌کرد. بقیه لشکر ۲۹ بعداً به ساحل آمدند، سپس به سنت لو و در نهایت از طریق فرانسه و آلمان پیشروی کردند.
پس از پایان جنگ جهانی دوم، این لشکر شاهد سازماندهی مجدد و غیرفعال‌سازی‌های مکرر بود. لشکر ۲۹ در بیشتر پنج دهه گذشته در نبردی شرکت نکرد، اما در رزمایش‌های آموزشی متعددی در سراسر جهان شرکت داشت.
در دهه ۱۹۹۰، این لشکر به بوسنی و کوزوو اعزام شد، زیرا عناصر فرماندهی و واحدهای این لشکر همچنان به مکان‌هایی مانند پایگاه دریایی خلیج گوانتانامو و جنگ افغانستان به عنوان بخشی از عملیات آزادی پایدار جنگ علیه تروریسم و در جنگ عراق به عنوان بخشی از عملیات آزادی عراق و عملیات طلوع نو اعزام شدند. این لشکر به پاسخگویی به درخواست پشتیبانی از عملیات سپر اسپارتان در مکان‌های مستقر در خط مقدم ادامه داد.
در سال ۲۰۱۶، دو عنصر جداگانه از لشکر ۲۹ به خارج از کشور اعزام شدند. در ژوئیه ۲۰۱۶، بیش از ۸۰ سرباز در حمایت از عملیات عزم ذاتی، یک کمپین نظامی دولت ایالات متحده علیه شبه‌نظامیان دولت اسلامی، مستقر شدند.
در اکتبر ۲۰۱۹، بیش از ۴۵۰ سرباز لشکر ۲۹ در حمایت از عملیات سپر اسپارتان مستقر شدند.
این لشکر اخیراً برای دومین دوره چرخش اسپارتان گروه ضربت خود در سال ۲۰۲۱ به کویت اعزام شد. از کویت، افسران ستاد و گردان ستاد، نجات تقریباً ۱۱۰۰۰ پناهنده از افغانستان را پس از تصرف این کشور توسط طالبان هماهنگ کردند.